# براندان بلامر
براندان بلامر (بالإنجليزية: Brendan Blumer)‏ هو شخصية أعمال أمريكي، ولد في 8 أغسطس 1986 في سيدار رابيدز في الولايات المتحدة. يشغل منصب الرئيس التنفيذي للشركة التقنية Block.one التي أسسها والمعروفة ببرنامجها EOS.IO.